# Cheleiros
Cheleiros é uma povoação portuguesa do Município de Mafra, na margem direita do Rio Lizandro, na zona designada por Ribeira de Cheleiros, que foi sede da extinta Freguesia de Cheleiros, freguesia que tinha  11,52 km² de área e 1347 habitantes (2011).
A Freguesia de Cheleiros foi extinta (agregada) pela reorganização administrativa de 2012/2013, tendo o seu território sido agregado ao da Freguesia de Igreja Nova para criar a União das Freguesias de Igreja Nova e Cheleiros.
Cheleiros foi sede de concelho entre 1195 e 1836, data em que foi despromovida a sede de freguesia do concelho (atual município) de Sintra, passando para o de Mafra em 1855.

## História
Em 1 de Fevereiro de 1195, o reguengo de Cheleiros, recebeu Carta de Foral atribuída pelo rei D. Sancho I.
No ano de 1304 o rei D. Dinis doou as terras integrantes da freguesia a Violante Lopes Pacheco e no ano seguinte, confirmou a atribuição da Carta de foral. Após a morte de Violante Pacheco em 1365, as terras passaram novamente para a reino.
D. João I em 1420, doou Cheleiros a Gonçalves Vasques de Melo. Por sua morte as terras foram herdadas pelo seu filho Martim Vasques de Melo que, não tendo descendentes, deu origem a que por sua morte Cheleiros passasse novamente para a coroa.
Em 25 de Novembro de 1516 o rei D. Manuel agraciou novamente Cheleiros com Foral.
Durante o reinado de Pedro II de Portugal, mais propriamente no ano de 1705, Cheleiros foi integrado na Casa do Infantado.

## População
| População da freguesia de Cheleiros | População da freguesia de Cheleiros | População da freguesia de Cheleiros | População da freguesia de Cheleiros | População da freguesia de Cheleiros | População da freguesia de Cheleiros | População da freguesia de Cheleiros | População da freguesia de Cheleiros | População da freguesia de Cheleiros | População da freguesia de Cheleiros | População da freguesia de Cheleiros | População da freguesia de Cheleiros | População da freguesia de Cheleiros | População da freguesia de Cheleiros | População da freguesia de Cheleiros | População da freguesia de Cheleiros |
| ----------------------------------- | ----------------------------------- | ----------------------------------- | ----------------------------------- | ----------------------------------- | ----------------------------------- | ----------------------------------- | ----------------------------------- | ----------------------------------- | ----------------------------------- | ----------------------------------- | ----------------------------------- | ----------------------------------- | ----------------------------------- | ----------------------------------- | ----------------------------------- |
| 1801                                | 1864                                | 1878                                | 1890                                | 1900                                | 1911                                | 1920                                | 1930                                | 1940                                | 1950                                | 1960                                | 1970                                | 1981                                | 1991                                | 2001                                | 2011                                |
| 489                                 | 697                                 | 852                                 | 934                                 | 995                                 | 1 050                               | 1 059                               | 1 099                               | 1 186                               | 1 253                               | 1 361                               | 1 173                               | 1 188                               | 1 112                               | 1 365                               | 1 347                               |

## Património
- Ponte antiga de Cheleiros

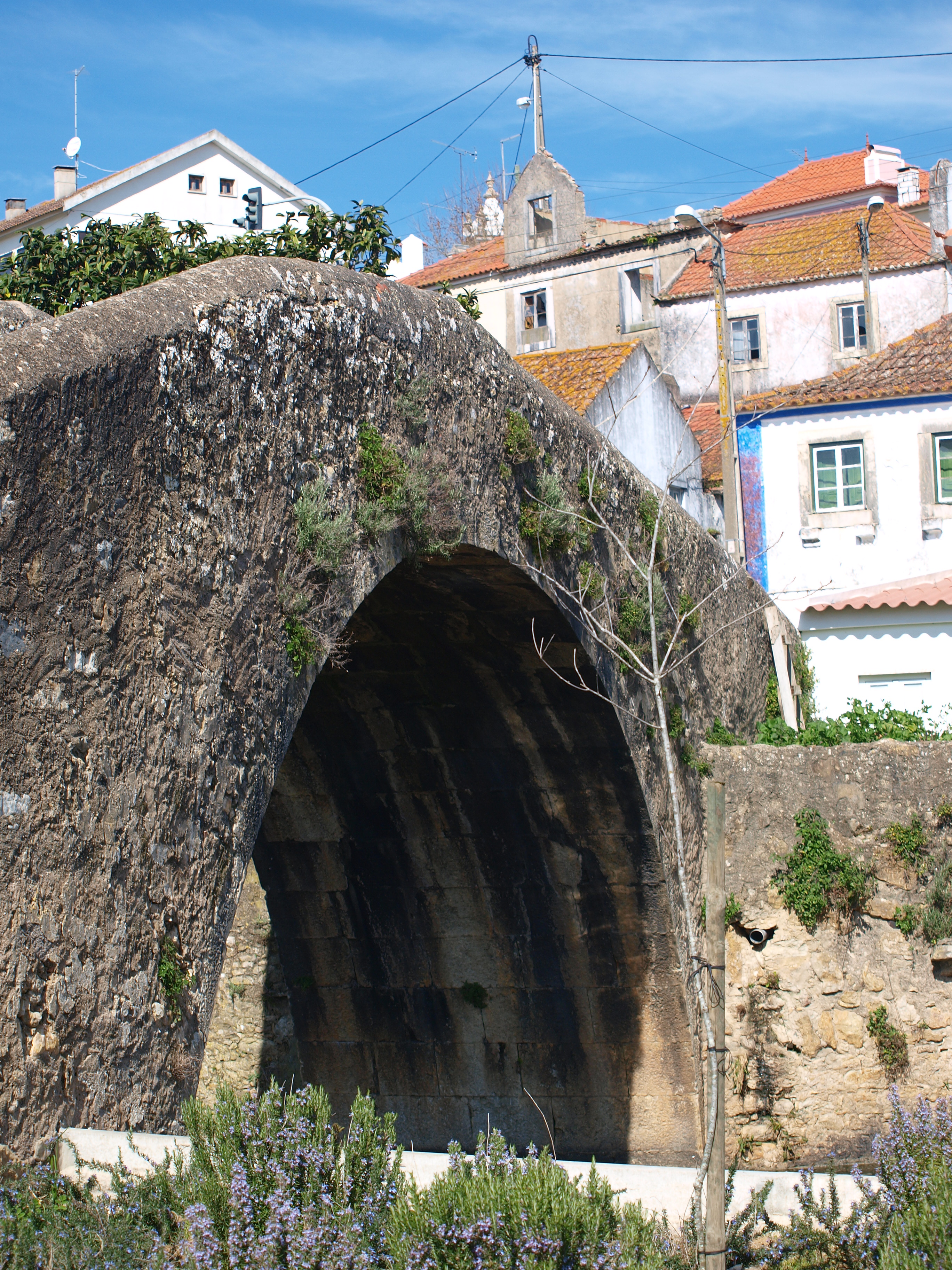
Arco da ponte antiga de Cheleiros e casario.

- Igreja Paroquial de Cheleiros, também designada por Igreja Matriz de Nossa Senhora do Rocamador[12][6]
- Pelourinho de Cheleiros (fragmentos dispersos)[7]
- O Avião Show Girls
- Elefante Branco
- Aerodromo de Cheleiros
- Miradouro do monte dos ursos

## Personalidades ilustres
- Senhor de Castanheira, Povos e Cheleiros